# 沢井耐三
沢井 耐三（さわい たいぞう、正式な表記は澤井 耐三、1944年（昭和19年）1月25日 - ）は、日本の文学研究者・国文学者。愛知大学名誉教授。息子に漫画家の澤井啓夫がいる。

## 来歴
福井県大野市生まれ。1966年金沢大学法文学部卒業。1973年東京大学大学院人文科学研究科国文学専攻博士課程満期退学。78年日本古典文学会賞受賞。73年愛知大学文学部講師、助教授、教授。2014年定年、名誉教授。

## 著書
- 『守武千句考証』汲古書院、1998、愛知大學文學會叢書
- 『古典名作リーディング お伽草子』貴重本刊行会、2000
- 『豊橋三河のサルカニ合戦 蟹猿奇談』愛知大学綜合郷土研究所編、あるむ 愛知大学綜合郷土研究所ブックレット、2003
- 『東海地方の中世物語』あるむ 愛知大学綜合郷土研究所ブックレット、2011
- 『室町物語研究 絵巻・絵本への文学的アプローチ』三弥井書店、2012
- 『室町物語と古俳諧　室町の「知」の行方』三弥井書店、2014

### 共編著・校注
- 『お伽草子絵巻集と研究 西ベルリン本』エヴァ・クラフト、北村浩共編著、未刊国文資料刊行会、1981
- 『日本の文学　お伽草子』校注・訳、ほるぷ出版、1986
- 『新日本古典文学大系　室町物語集』市古貞次、秋谷治、田嶋一夫、徳田和夫共校注、岩波書店、1989-1992
- 『語り継ぐ日本の文化』黒柳孝夫共編、青簡舎、2007